# مت له‌بلانک
متیو استیون "مت" لوُ‌بلان (به انگلیسی: Matthew Steven "Matt" LeBlanc) (زادهٔ ۲۵ ژوئیهٔ ۱۹۶۷) بازیگر آمریکایی است. وی بیشتر با ایفای نقش جویی تریبیانی در سریال دوستان و سریال جویی که در واقع ادامه‌ای بر سریال قبلی وی دوستان بود، شناخته می‌شود. له‌بلانک بخاطر نقش خود در سریال دوستان سه بار نامزد جایزه امی شد. در سال ۲۰۱۱، له‌بلانک در سریال اپیزودها یک نقش خیالی از شخصیت خودش را بازی کرد که توسط دیوید کرین یکی از سازندگان سریال دوستان و جفری کلرک ساخته شده‌بود. پس از سه بار نامزدی جایزه گلدن گلوب و چهار نامزدی جایزه امی نیز برای نقش جویی در سریال دوستان، له‌بلانک موفق به دریافت گلدن گلوب برای نقشش در سریال اپیزودها شد. وی از سال ۲۰۱۶ تا ۲۰۱۹ میزبان تخت‌گاز بود. از سال ۲۰۱۶ تا ۲۰۲۰، او نقش آدام برنز را در سریال مرد با یک نقشه بازی کرد.

## اوایل زندگی
له بلانک در شهر نیوتون ایالت ماساچوست از مادری ایتالیایی و پدری با پیشینه فرانسوی-کانادایی زاده شد. پاتریشیا، مادرش رئیس دفتر و پدرش، پائول له بلانک یک مکانیک بود. وی در دبیرستان نیوتن نورث تحصیل کرد و در سال ۱۹۸۵ فارغ‌التحصیل شد، و در سن ۱۷ سالگی به نیویورک نقل مکان کرد تا حرفه ای را در زمینه مدلینگ دنبال کند. او پس از دوره ای کوتاه از حضور در صنعت مدلینگ وارد عرصه بازیگری شد.

## حرفه

### ۱۹۸۷–۱۹۹۴: دوران کاری اولیه
له بلانک برای اولین بار در تبلیغ تجاری سس کچاپ در سال ۱۹۸۷ ظاهر شد. در سال ۱۹۸۸، وی به مدت یک فصل در درام تلویزیونی۱۰۱ بازی کرد. در سال ۱۹۹۱، او نقش مؤثری را در کمدی موقعیت شبکه فاکس بیزنس ازدواج… با کودکان بازی کرد. وی نقش وینی وردوچی را بازی کرد، یکی از دوستان خانوادگی شخصیت اصلی آل باندی (اد اونیل) که مدت کوتاهی با دخترش کلی (کریستینا اپل‌گیت) قرار می‌گذاشت. له بلانک با بازی در دو نقش کوتاه تبدیل به یک ستاره شد: Top of the Heap (1991) و وینی و بابی (۱۹۹۲).

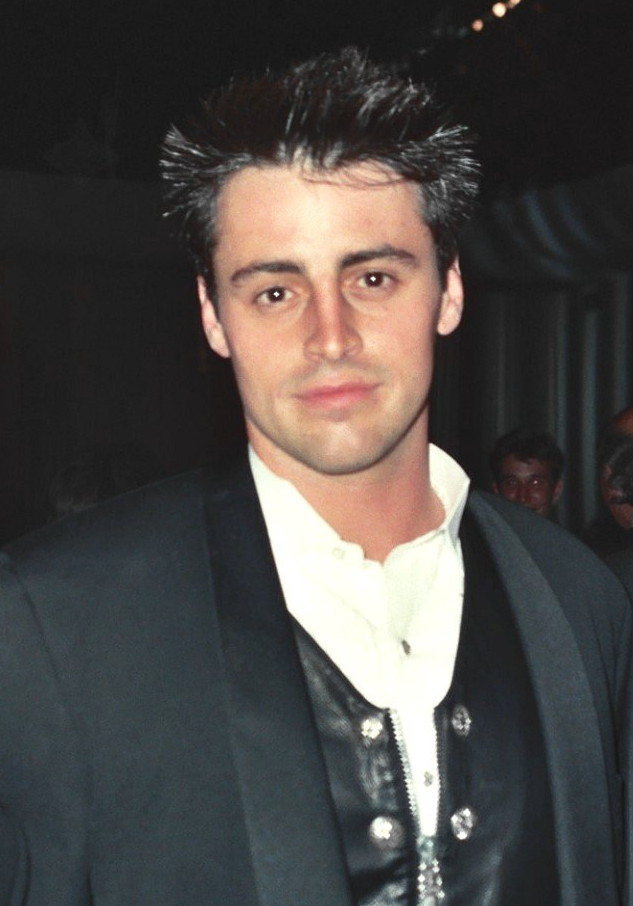
در سال ۱۹۹۵

او در دو موزیک ویدیو از بون جووی نیز ظاهر شد:در سال ۱۹۹۰ «معجزه»، از موسیقی متن فیلم اسلحه جوان، و «بگو این طوری نیست» در سال ۲۰۰۰.

### ۱۹۹۴–۲۰۰۴: دوستان
له بلانک موفقیت در نقش دوست داشتنی جوی تریبیانی را در فرندز پیدا کرد و به مدت ۱۲ سال در ۱۰ فصل از دوستان و دو فصل جویی این شخصیت را بازی کرد.
وی به همراه همبازی‌هایش استقبال گسترده‌ای پیدا کردند. این کمدی موقعیت تبدیل به یک موفقیت بزرگ برای ان بی سی شد و پنجشنبه شب‌ها به مدت ده سال پخش شد.
او برای عملکرد خود، نامزد سه جایزه امی، نامزد سه جایزه گلدن گلوب و نامزد یک جایزه انجمن صنفی بازیگران شد.
در این مدت او همچنین در فیلم‌های نگاه ایتالیایی (۱۹۹۴)، اد(۱۹۹۶) ،گمشده در فضا (۱۹۹۸)، فرشتگان چارلی (۲۰۰۰) و عاقبت آن، فرشتگان چارلی: دریچه گاز کامل (۲۰۰۳) ظاهر شد.

### ۲۰۰۶–۲۰۱۱: وقفه
پس از لغو سریال جویی، له بلانک اعلام کرد که از بازیگری در تلویزیون، یک دوری یک ساله خواهد گرفت که سرانجام به ۵ سال تبدیل شد. نقش بعدی او نسخه داستانی از خودش در اپیزودها بود.

### ۲۰۱۱ - در حال حاضر: احیای حرفه
از سال ۲۰۱۱، له بلانک شروع به بازی در یک نسخه داستانی از خود در اپیزودها، یک سریال تلویزیونی در مورد بازسازی داستان‌های آمریکایی از یک سریال تلویزیونی به همان اندازه تخیلی در انگلیس شد. این سریال توسط همکاران خلاق دیوید کرین و شریک زندگی وی جفری کلاریک نوشته شده است. در ۶۹مین دوره جوایز گلدن گلوب در سال ۲۰۱۲، وی برنده جایزه گلدن گلوب بهترین بازیگر نقش اول مرد مجموعه تلویزیونی، موسیقی یا کمدی شد و نامزد دریافت جایزه چهار جایزه برتر دیگر نیز شد.
در فوریه ۲۰۱۲، او در دومین قسمت از هجدهمین سری از تخت‌گاز ظاهر شد، جایی که سریعترین زمان بازی را در بخش «ستاره در یک اتومبیل با قیمت مناسب» در یک کیا تنظیم کرد. او پیچیدن در ۱: ۴۲٫۱، رکورد قبلی نمایش روون اتکینسون را با ۰٫۱ ثانیه زد. او همچنین در قسمت چهارم فصل نوزدهم برای مسابقه با نیو کیا سید حضور پیدا کرد و رکورد زمان قبلی خود را شکست.
در فوریه سال ۲۰۱۶، بی‌بی‌سی اعلام کرد که با له بلانک برای تبدیل شدن به یکی از میزبان‌های جدید تخت‌گاز، به توافق رسیده است و در اواخر همان سال توافق‌نامه دو ساله جدید را امضا می‌کند. وی تصمیم خود را برای استعفا از این سریال در ماه مه ۲۰۱۸ اعلام کرد، او به مدت سه سال میزبان این سریال بود. علیرغم اینکه او نمایش را یک «سرگرمی عالی» معرفی کرده بود، اظهار داشت «تعهد زمانی و مسافرت گسترده مرا بیش از آنچه که راحت باشم از خانواده و دوستانم دور می‌کند.»

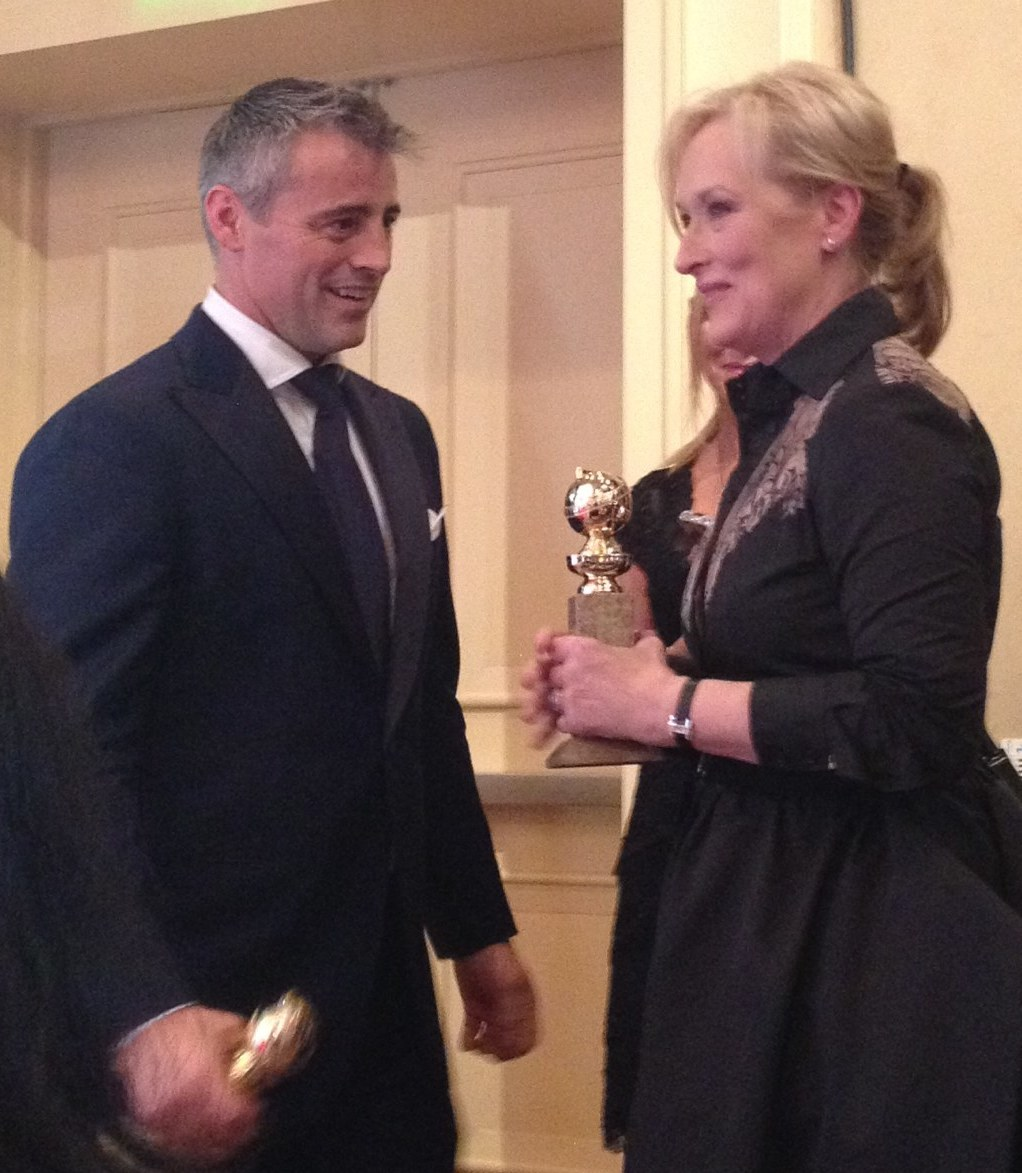
له بلانک در گلدن گلوب با مریل استریپ، ۲۰۱۲

له بلانک نقش اصلی را درسیت کام مردی با یک نقشه را بازی کرد، که پخش آن در سال ۲۰۱۶ آغاز شد تا اینکه در سال ۲۰۲۰ لغو شد.

## زندگی خصوصی
در ماه مه ۲۰۰۳ له بلانک با ملیسا مک‌نایت که سابقاً مدل بود، ازدواج کرد. دختر آنها، مارینا در که در سال ۲۰۰۴ زاده شد، در ۸ ماهگی به حمله صرع دچار شد که مهارت‌های حرکتیش را تحت تأثیر قرار داد.
در ماه ژوئن ۲۰۰۵، له بلانک رفتار «بی‌دقتانه و بی‌مسئولیتش» در رابطه با یک رقاص برهنه در جریان سفر موتورسواری به کانادا را تأیید کرد. له بلانک و مک‌نایت در اول ژانویه ۲۰۰۶ با استناد به رفتارهای غیرقابل تطابق از هم جدا شدند، در حالی که در آن زمان له بلانک با آندریا آندرس رابطه داشت.

## فیلم‌شناسی

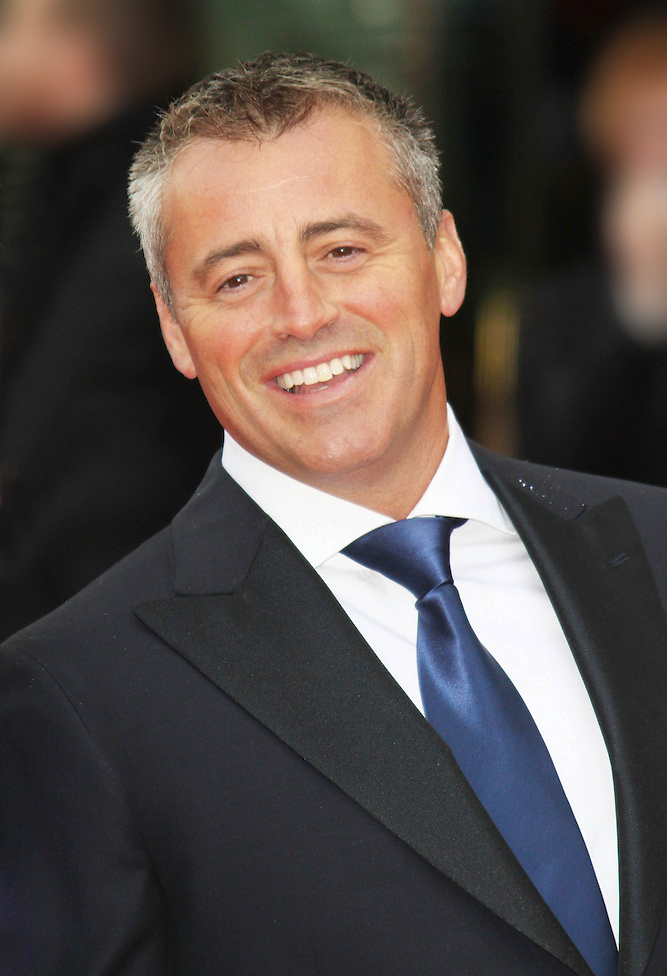
در سال ۲۰۱۳

### فیلم
| سال  | عنوان                                        | نقش              | ملاحظات                |
| ---- | -------------------------------------------- | ---------------- | ---------------------- |
| ۱۹۸۷ | خرستیان                                      | جو               | اولین فیلم، فیلم کوتاه |
| ۱۹۹۱ | تام پتی اند د هارت‌بریکرز: به بزرگ گسترده باز |                  |                        |
| ۱۹۹۳ | تشکیلات روح خرستیان                          | ترهون            |                        |
| ۱۹۹۴ | نگاه ایتالیایی                               | آنتونی           |                        |
| ۱۹۹۶ | اد                                           | جک کوپر          |                        |
| ۱۹۹۷ | دفترچه خاطرات کفش قرمز ۷: سوزاندن            | جید              |                        |
| ۱۹۹۸ | گمشده در فضا                                 |                  |                        |
| ۲۰۰۰ | جان بون جووی: بگو اینطور نیست                |                  |                        |
| ۲۰۰۰ | فرشتگان چارلی                                | جیسون گیبنر      |                        |
| ۲۰۰۱ | همه مردان ملکه                               |                  |                        |
| ۲۰۰۳ | فرشتگان چارلی: زدن به سیم آخر                | جیسون گیبز       |                        |
| ۲۰۱۰ | جونا هکس                                     | تهیه‌کننده اجرایی |                        |
| ۲۰۱۴ | دلباخته                                      | چارلی داربی      |                        |

### سریال
| سال             | عنوان                   | نقش           | ملاحظات        |
| --------------- | ----------------------- | ------------- | -------------- |
| ۱۹۸۸–۱۹۸۹       | تلویزیون ۱۰۱            | چاک بندر      | ۱۳ قسمت        |
| ۱۹۸۹            | فقط ده نفر از ما        | تاد مورفی     | ۲ قسمت         |
| ۱۹۹۰            | هر چیزی برای زنده ماندن | بیلی بارتون   | فیلم تلویزیونی |
| ۱۹۹۰            | هیولاها                 | تامی          | ۱ قسمت         |
| ۱۹۹۱            | متأهل… بچه‌دار           |               |                |
| ۱۹۹۳–۱۹۹۲       | دفترچه خاطرات کفش قرمز  |               |                |
| ۱۹۹۴–۲۰۰۴, ۲۰۲۰ | فرندز                   | جویی تریبیانی | ۲۳۶ قسمت       |
| ۲۰۰۴–۲۰۰۶       | جویی                    | جویی تریبیانی | ۴۶ قسمت        |
| ۲۰۱۱-اکنون      | اپیزودها                | مت لبلانک     | ۳۴ قسمت        |
| ۲۰۱۶-اکنون      | تخت‌گاز                  | مت لبلانک     | ۶ قسمت         |
| ۲۰۱۶            | مرد با یک نقشه          | آدام بورنز    |                |